# 서울교육박물관
서울교육박물관은 한국 교육의 역사를 보존 및 계승하고, 서울 교육과 관련된 사료를 수집하여 보존하기 위하여 설립된 박물관으로, 서울특별시 종로구 북촌로5길 정독도서관 부지 내에 있다. 내부에 한국의 교육제도 및 과정, 내용, 기관, 활동 등에 관한 유물과 사진자료를 시대별로 전시, 운영하고 있다.
서울특별시중부교육지원청의 중부교육박물관, 정독도서관, 덕수초등학교의 덕수기념관에 분산되어 있던 교육 사료를 정독도서관으로 이관하여 1995년에 정독도서관 부설 서울교육사료관으로 개관하였다. 2011년 2월 28일 현재의 이름으로 바뀌었다.

## 같이 보기
- 한국의 역사
- 서울특별시의 박물관과 미술관 목록
- 대한민국의 박물관과 미술관 목록